# Vetenskapsåret 2024

## Händelser
Planerade händelser:
- 17 januari – Den svenske astronauten Marcus Wandt avreser från Kennedy Space Center i Florida till Internationella rymdstationen.[1]
- 9 februari – Internationella dagen för kvinnor och flickor inom vetenskap, som instiftades av FN december 2015,[2] firas för sjätte året.[2]
- 15–26 april – Vetenskapsfestivalen i Göteborg[3]
- 23–29 juni – International Union of Forest Research Organisations, IUFRO, arrangerar IUFRO World Congress i Stockholm.[4][5]
- 7–14 juli – Biologiolympiaden hålls i Astana i Kazakstan.[6]
- 24 september – Forskarfredag arrangeras på bland annat olika museer och universitet runt om i Sverige.[7]
- Augusti – De arkeologiska utgrävningarna vid Ness of Brodgar på Orkneyöarna avslutas.[8]
- Hela året – Tekniska museet firar 100 år.[9]

## Avlidna
- 2 januari – Susan Campbell, 92, engelsk historiker, författare och illustratör.[10]
- 5 januari – Bernard Malgrange, 95, fransk matematiker.[11]
- 17 januari – Katherine Wallman, 80, amerikansk statistiker.[12]
- 24 januari – Cheryl Palm, 70, amerikansk agronom.[13]
- 4 februari – Antonio Paolucci, 84, italiensk konsthistoriker.[14]
- 8 mars – Herbert Kroemer, 95, tysk fysiker, nobelpristagare i fysik 2000.[15]
- 27 mars – Daniel Kahneman, 90, israelisk-amerikansk psykolog och ekonom, mottagare av Sveriges Riksbanks ekonomipris 2002.
- 8 april – Peter Higgs, 94, brittisk fysiker, Nobelpristagare i fysik 2013.[16]
- 5 juli – Bengt Samuelsson, 90, svensk forskare, Nobelpristagare i fysiologi eller medicin 1982.[17]
- 23 juli – Robin Warren, 87, australisk patolog, Nobelpristagare i fysiologi eller medicin 2005.[18]
- 4 augusti – Tsung-Dao Lee, 97, kinesisk-amerikansk fysiker, Nobelpristagare i fysik 1957.[19]
- 17 oktober – Andrew Schally, 97, polsk-amerikansk endokrinolog, nobelpristagare i fysiologi eller medicin 1977.[20]
- 17 oktober – Leon Cooper, 94, amerikansk fysiker, nobelpristagare i fysik 1972.[21]
- 28 december – Martin Karplus, 94, österrikisk-amerikansk kemist, nobelpristagare i kemi 2013.[22]
- 30 december – Fraser Stoddart, 82, brittisk kemist, mottagare av Nobels kemipris 2016.[23]